# فابيو أغيار (لاعب كرة قدم)
فابيو أغيار هو لاعب كرة قدم برازيلي، ولد في 7 ديسمبر 1983 في ريو دي جانيرو في البرازيل. لعب مع Leões de Porto Salvo ‏.